# Cranioleuca pallida
El curutié pálido (Cranioleuca pallida) es una especie de ave paseriforme de la familia Furnariidae perteneciente al numeroso género Cranioleuca. Es endémica del sureste de Brasil.

## Distribución y hábitat
Se distribuye por el sureste de Brasil desde el sur de Goiás, centro de Minas Gerais y sureste de Bahia hacia el sur hasta el este de Paraná.
Esta especie es considerada bastante común en su hábitat natural; el dosel y los bordes de bosques húmedos y semi-húmedos montañosos tropicales o subtropicales,  entre los 700 y 2150 m de altitud.

## Sistemática

### Descripción original
La especie C. pallida fue descrita por primera vez por el naturalista alemán Maximilian zu Wied-Neuwied en 1831 bajo el nombre científico Synallaxis pallidus; la localidad tipo es: «Campos Geraës = sur de Minas Gerais, Brasil».

### Etimología
El nombre genérico femenino «Cranioleuca» se compone de las palabras del griego «κρανιον kranion»: cráneo, cabeza, y «λευκος leukos»: blanco, en referencia a la corona blanca de la especie tipo: Cranioleuca albiceps; y el nombre de la especie «pallida», proviene del latín «pallidus»: pálido, claro.

### Taxonomía
Los datos filogenéticos recientes indican que la presente especie es hermana de Cranioleuca pyrrhophia y que ambas son parientes próximas de C. obsoleta. Es monotípica.